# منگلور
منگلور
منگلور بندر اصلی ایالت کارناتاکای هند است که در غرب شهر بنگلور و در فاصلهٔ ۳۵۰ کیلومتری از آن قرار دارد.
این شهر در ناحیه داکشیناکانادا قرار دارد.
شهردار منگلور در حال حاضر خانم رضاگلزاربانو است.

## جمعیت
این شهر بر طبق آمار سال ۲۰۱۱ میلادی دارای جمعیت ۴۸۴٬۰۰۰ نفری می‌باشد.
اهالی این شهر قادرند به زبان‌های تولو و کانارا تکلم کنند.

## جغرافی
این شهر از سطح دریا ۲۲متر بالاتر است.